# ينغفار فريدريكسن
ينغفار فريدريكسن (بالنرويجية البوكمول: Yngvar Fredriksen)‏ هو لاعب جمباز نرويجي، ولد في 26 مارس 1887، وتوفي في 25 ديسمبر 1957.

## وصلات خارجية
- ينغفار فريدريكسن على موقع أوليمبيديا (الإنجليزية)